# Maria Neckam
Maria Neckam (* 1979 bei Wien) ist eine österreichische Jazz- und Popmusikerin (Gesang, Komposition).

## Leben und Wirken
Neckam wuchs in Korneuburg auf und erhielt eine klassische Musikbildung. Als kleines Mädchen begann sie zu singen; sie erhielt zunächst Klavierunterricht. Mit zwölf Jahren schrieb sie erste Stücke. Dann lernte sie Gitarre, Bass und Gesang. Als Jugendliche trat sie mit der Rock-Band Sounds of Silence auf und unter dem Namen Knecke solo. Sie studierte am Conservatorium van Amsterdam Jazzgesang. Marianne Mendt entdeckte sie 2005 und präsentierte sie auf dem 1. MM-Jazzfestival. Im selben Jahr zog sie nach New York, um dort bis 2007 an der Manhattan School of Music ihr Masterstudium zu absolvieren.
Nach ihrem Abschluss wurde Neckam Teil der New Yorker Jazzszene. 2009 erschien ihr Album Crossing and Blending. Im Folgejahr nahm sie Sunnyside Records unter Vertrag, wo ihr Album Deeper mit Aaron Goldberg, Thomas Morgan und Colin Stranahan erschien. 2012 legte sie dort ihr drittes Album „Unison“ vor. 2019 produzierte sie ihr im Eigenverlag erschienenes Indie-Rock-Album The Leap. 2024 trat sie beim Blue Bird Sommerfest in Wien auf.
Neckam sang für Erykah Badu ebenso wie für Mesta Bish und David Bronson. Weiterhin arbeitete sie mit Ted Hearne und dem Brooklyn Philharmonic Orchestra. Mit ihrer eigenen Band ist sie bei Festivals wie dem Winter Jazz Fest, Copenhagen Jazz Festival, Tuscia in Jazz Festival (Italien) aufgetreten. Sie ist auch auf Alben von The Mahavishnu Project, Anne Mette Iversen, Dan Weiss, Mark Murphy und Morricone 90 zu hören. Zudem hat sie unter dem Namen Milán zwei Electro-Pop-EPs und mehrere Singles & Remixe veröffentlicht.